# Suore francescane della Congregazione di Nostra Signora di Lourdes
Le Suore Francescane della Congregazione di Nostra Signora di Lourdes (in inglese Sisters of the Third Order Regular of Saint Francis of the Congregation of Our Lady of Lourdes) sono un istituto religioso femminile di diritto pontificio: le suore di questa congregazione pospongono al loro nome la sigla O.S.F.

## Storia

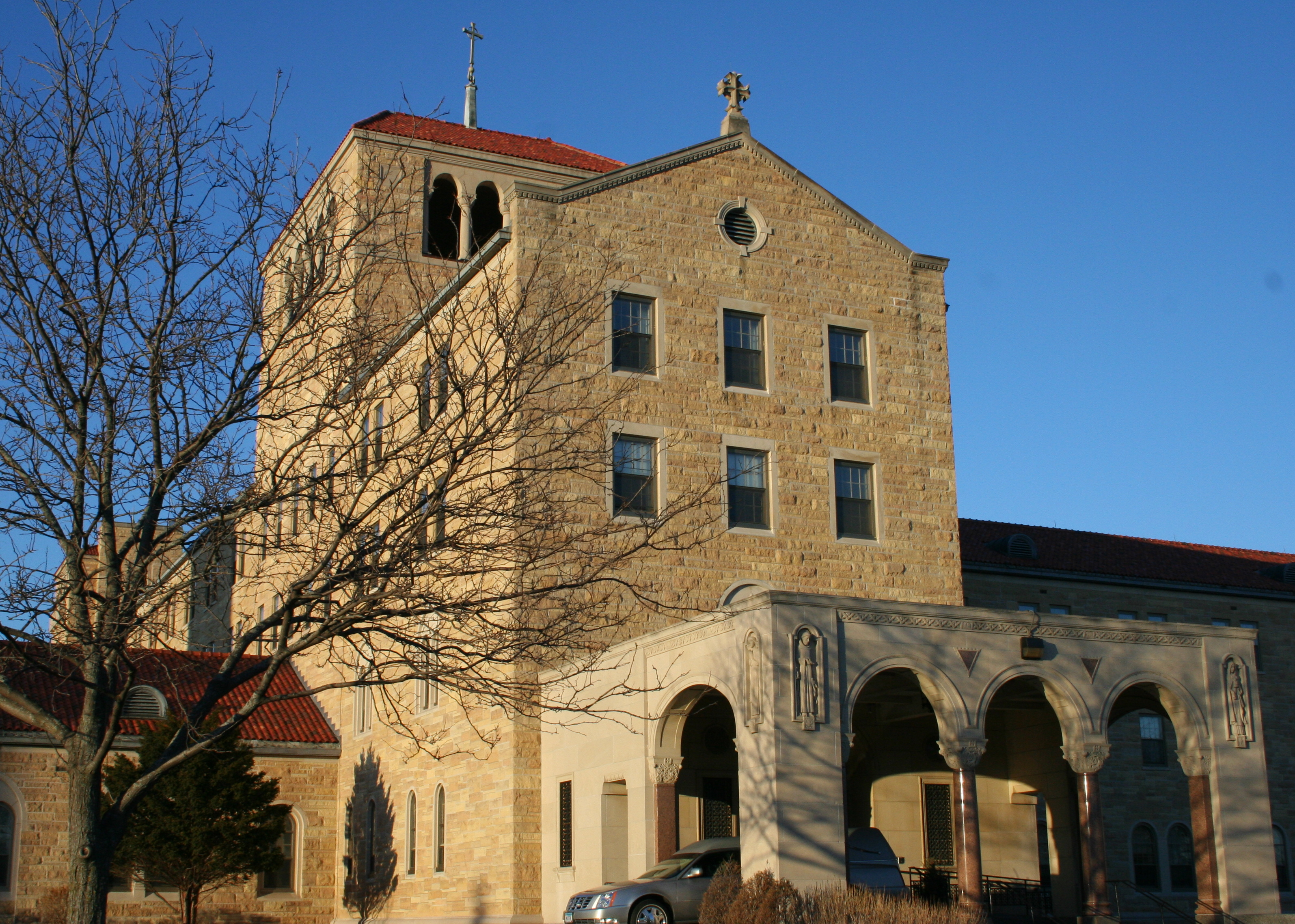
La casa madre della congregazione

La congregazione fu fondata il 23 dicembre 1877 a Rochester, in Minnesota, da Alfreda Moess (1828-1899).
L'istituto, aggregato all'Ordine dei Frati Minori dal 30 settembre 1906, ricevette il pontificio decreto di lode il 30 agosto 1912.
Nel 1963 le suore aprirono la loro prima missione in Colombia, poi altre in Perù.

## Attività e diffusione
Le suore si dedicano a varie opere in campo educativo, assistenziale e sanitario.
Sono presenti negli Stati Uniti d'America, in Colombia e Cambogia; la sede generalizia è a Rochester.
Alla fine del 2008 la congregazione contava 276 religiose in 105 case.